# Трёхфазная система электроснабжения
Трёхфазная система электроснабжения — частный случай многофазных систем электрических цепей переменного тока, в которых действуют созданные общим источником синусоидальные ЭДС одинаковой частоты, сдвинутые друг относительно друга во времени на определённый фазовый угол. В трёхфазной системе этот угол равен 2π/3 радиан (120°).

## Описание
Каждая из действующих ЭДС находится в своей фазе периодического процесса, поэтому часто называется просто «фазой». Также «фазами» называют проводники — носители этих ЭДС. В трёхфазных системах угол сдвига равен 120 градусам. Фазные проводники обозначаются в РФ латинскими буквами L с цифровым индексом 1…3 либо A, B и C.

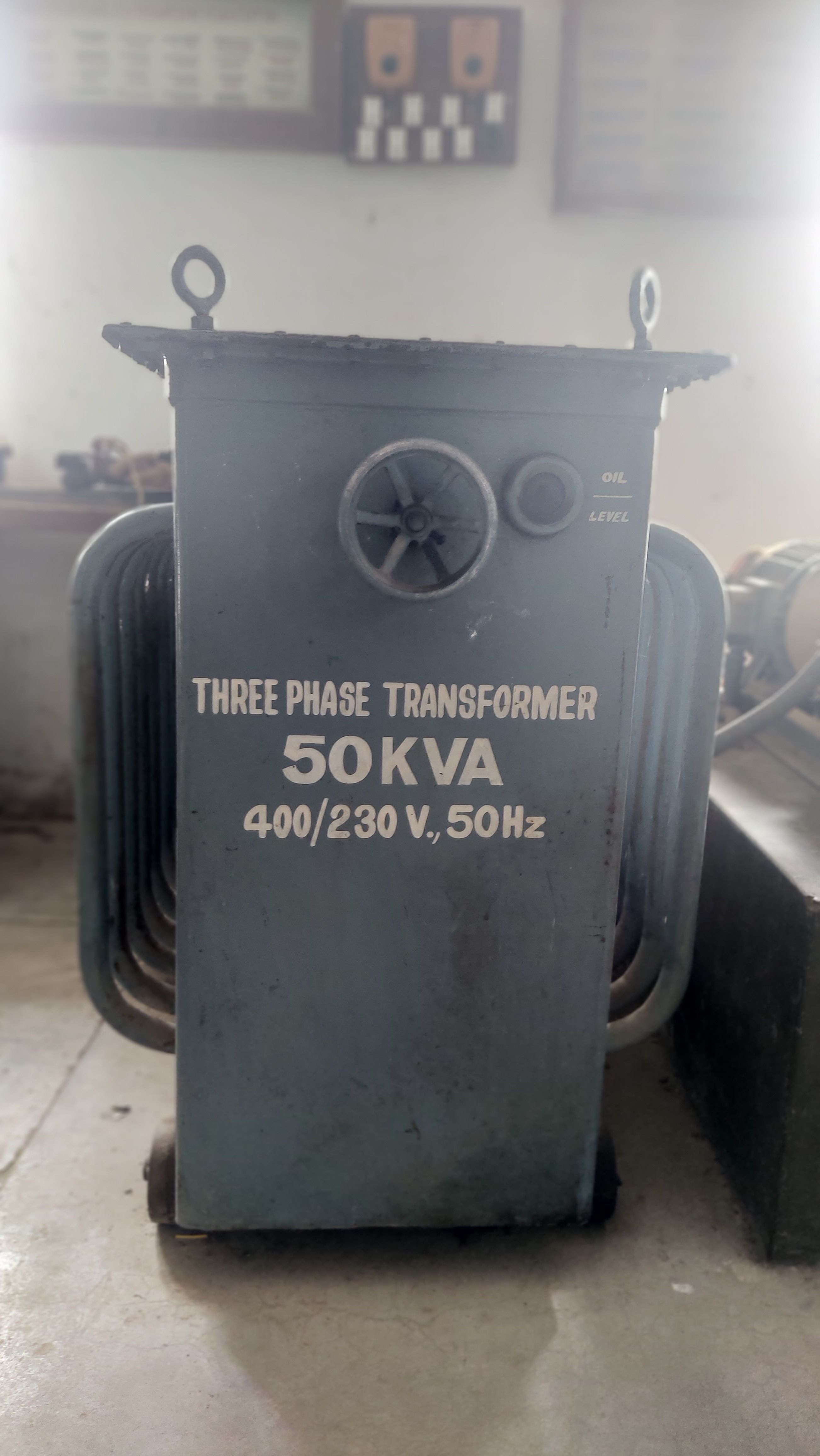
Трёхфазный трансформатор

Распространённые обозначения фазных проводов:
| Россия, EC (выше 1000 В) | Россия, ЕС (ниже 1000 В) | Германия | Дания |
| ------------------------ | ------------------------ | -------- | ----- |
| А                        | L1                       | L1       | R     |
| B                        | L2                       | L2       | S     |
| C                        | L3                       | L3       | T     |

| Иллюстрации |  |  |
|             |  |  |

Кроме фазных проводников, в сетях до 1000 вольт применяется нейтральный провод (N - "нейтраль" или "ноль"). Он позволяет использовать трёхфазную сеть для питания однофазной нагрузки фазным напряжением.

## Преимущества
- Экономичность.

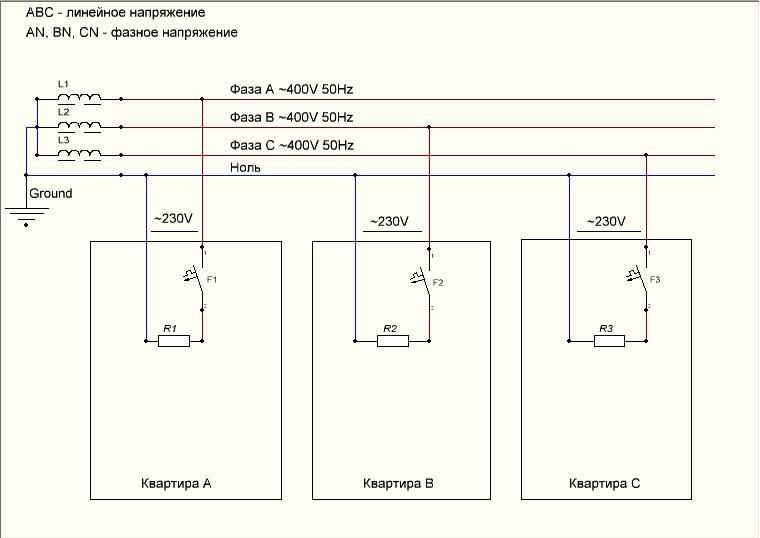
Возможная схема разводки трёхфазной сети в многоквартирных жилых домах

  - Экономичность передачи электроэнергии на значительные расстояния.
  - Меньшая материалоёмкость 3-фазных трансформаторов.
  - Меньшая материалоёмкость силовых кабелей, так как при одинаковой потребляемой мощности снижаются токи в фазах (по сравнению с однофазными цепями).
- Уравновешенность системы. Это свойство является одним из важнейших, так как в неуравновешенной системе возникает неравномерная механическая нагрузка на энергогенерирующую установку, что значительно снижает срок её службы.
- Возможность простого получения кругового вращающегося магнитного поля, необходимого для работы электрического двигателя и ряда других электротехнических устройств. Двигатели 3-фазного тока (асинхронные и синхронные) устроены проще, чем двигатели постоянного тока, одно- или 2-фазные, и имеют высокие показатели экономичности.
- Возможность получения в одной установке двух рабочих напряжений — фазного и линейного, и двух уровней мощности при соединении на «звезду» или «треугольник».
- Возможность резкого уменьшения мерцания и стробоскопического эффекта светильников на люминесцентных лампах путём размещения в одном светильнике трёх ламп (или групп ламп), питающихся от разных фаз.

Благодаря этим преимуществам, трёхфазные системы наиболее распространены в современной электроэнергетике.

## Схемы соединений трёхфазных цепей

### Звезда

Иллюстрация соединения типа "звезда"

Звездой называется такое соединение, когда концы фаз обмоток генератора (G) соединяют в одну общую точку, называемую нейтральной точкой или нейтралью. Концы фаз обмоток потребителя (M) также соединяют в общую точку.
Провода, соединяющие начала фаз генератора и потребителя, называются линейными. Провод, соединяющий две нейтрали, называется нейтральным.
Трёхфазная цепь, имеющая нейтральный провод, называется четырёхпроводной. Если нейтрального провода нет — трёхпроводной.
Если сопротивления Za, Zb, Zc потребителя равны между собой, то такую нагрузку называют симметричной.

#### Линейные и фазные величины
Напряжение между фазным проводом и нейтралью (Ua, Ub, Uc) называется фазным. Напряжение между двумя фазными проводами (UAB, UBC, UCA) называется линейным. Для соединения обмоток звездой, при симметричной нагрузке, справедливо соотношение между линейными и фазными токами и напряжениями:
{\displaystyle I_{L}=I_{F};\qquad U_{L}={\sqrt {3}}\times {U_{F}}}
Несложно показать, что линейное напряжение сдвинуто по фазе на {\displaystyle \pi /6} относительно фазных:  
{\displaystyle u_{L}^{ab}=u_{F}^{a}-u_{F}^{b}=U_{F}[\cos(\omega t)-\cos(\omega t-2\pi /3)]=2U_{F}\sin(-\pi /3)\sin(\omega t-\pi /3)={\sqrt {3}}U_{F}\cos(\omega t+\pi -\pi /3-\pi /2)}
{\displaystyle u_{L}={\sqrt {3}}U_{F}\cos(\omega t+\pi /6)}

#### Мощность трёхфазного тока
Для соединения обмоток звездой, при симметричной нагрузке, мощность трёхфазной сети равна:
{\displaystyle P=3U_{F}I_{F}\cos \varphi =3{\frac {U_{L}}{\sqrt {3}}}I_{L}\cos \varphi ={\sqrt {3}}U_{L}I_{L}\cos \varphi }

#### Последствия отгорания (обрыва) нулевого провода в трёхфазных сетях

Существующие виды защиты от линейного напряжения, которые можно найти в продаже в электротехнических магазинах

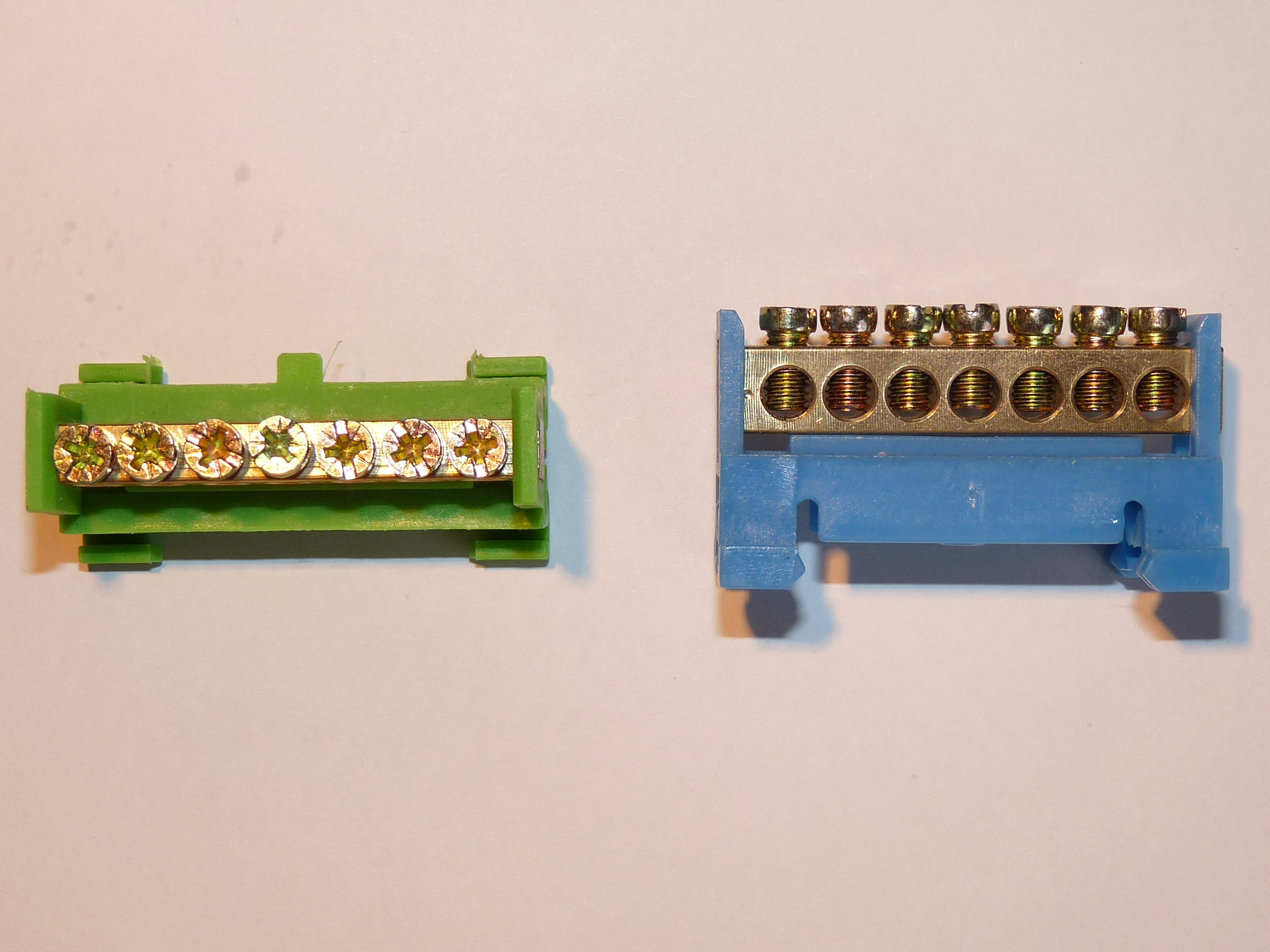
Шины для раздачи нулевых проводов (синяя) и проводов заземления (зелёная)

При симметричной нагрузке в трёхфазной системе питание потребителя линейным напряжением возможно даже при отсутствии нейтрального провода. Несмотря на это, при питании нагрузки фазным напряжением, когда нагрузка на фазы не является строго симметричной, наличие нейтрального провода обязательно. При его обрыве или значительном увеличении сопротивления  (плохом контакте) происходит так называемый перекос фаз, в результате которого подключённая нагрузка, рассчитанная на фазное напряжение, может оказаться под произвольным напряжением в диапазоне от нуля до линейного (конкретное значение зависит от распределения нагрузки по фазам в момент обрыва нулевого провода). Это зачастую является причиной выхода из строя бытовой электроники в квартирных домах, который может приводить к пожарам. Пониженное напряжение также может послужить причиной выхода из строя техники.

#### Проблема гармоник, кратных третьей
Современная техника всё чаще оснащается импульсными сетевыми источниками питания. Импульсный источник без корректора коэффициента мощности потребляет ток узкими импульсами вблизи пиков синусоиды питающего напряжения на интервалах зарядки конденсатора входного выпрямителя. Большое количество таких источников питания в сети создаёт повышенный ток третьей гармоники питающего напряжения. Токи гармоник, кратных третьей, вместо взаимной компенсации, математически суммируются в нейтральном проводнике (даже при симметричном распределении нагрузки) и могут привести к его перегрузке даже без превышения допустимой мощности потребления по фазам.Такая проблема существует, в частности, в офисных зданиях с большим количеством одновременно работающей оргтехники.
Решением проблемы третьей гармоники является применение корректора коэффициента мощности (пассивного или активного) в составе схемы производимых импульсных источников питания. Требования стандарта IEC 1000-3-2 накладывают ограничения на гармонические составляющие тока нагрузки устройств мощностью от 50 Вт. В России количество гармонических составляющих тока нагрузки нормируется стандартами ГОСТ 32144-2013, ОСТ 45.188-2001.

### Треугольник

Иллюстрация соединения типа "треугольник"

Треугольник — такое соединение, когда конец первой фазы соединяется с началом второй фазы, конец второй фазы с началом третьей, а конец третьей фазы соединяется с началом первой.

#### Соотношение между линейными и фазными токами и напряжениями
Для соединения обмоток треугольником, при симметричной нагрузке, справедливо соотношение между линейными и фазными токами и напряжениями:
{\displaystyle I_{L}={\sqrt {3}}\times {I_{F}};\qquad U_{L}=U_{F}}

#### Мощность трёхфазного тока при соединении треугольником
Для соединения обмоток треугольником, при симметричной нагрузке, мощность трёхфазного тока равна:
{\displaystyle P=3U_{F}I_{F}\cos \varphi =3U_{L}{\frac {I_{L}}{\sqrt {3}}}\cos \varphi ={\sqrt {3}}U_{L}I_{L}\cos \varphi }

### Распространённые стандарты напряжений
| Страна    | Частота, Гц | Напряжение (фазное/линейное), Вольт                                                     |
| --------- | ----------- | --------------------------------------------------------------------------------------- |
| Россия    | 50          | 230/400 (бытовые сети) 230/400, 380/660, 400/690, 3000, 6000, 10000 (промышленные сети) |
| Страны ЕС | 50          | 230/400, 400/690 (промышленные сети) 660 450                                            |
| Япония    | 50 (60)     | 100/208                                                                                 |
| США       | 60          | 120/208, 277/480 240 (только треугольник)                                               |

## Маркировка
Проводники, принадлежащие разным фазам, маркируют разными цветами. Разными цветами маркируют также нейтральный и защитный проводники. Это делается для обеспечения надлежащей защиты от поражения электрическим током, а также для удобства обслуживания, монтажа и ремонта электрических установок и электрического оборудования — фазировка (чередование фаз, то есть очерёдность протекания токов по фазам) принципиальна, так как от неё зависит направление вращения трёхфазных двигателей, правильная работа управляемых трёхфазных выпрямителей и некоторых других устройств. В разных странах маркировка проводников имеет свои различия, однако многие страны придерживаются общих принципов цветовой маркировки проводников, изложенных в стандарте Международной электротехнической комиссии МЭК 60445:2010.

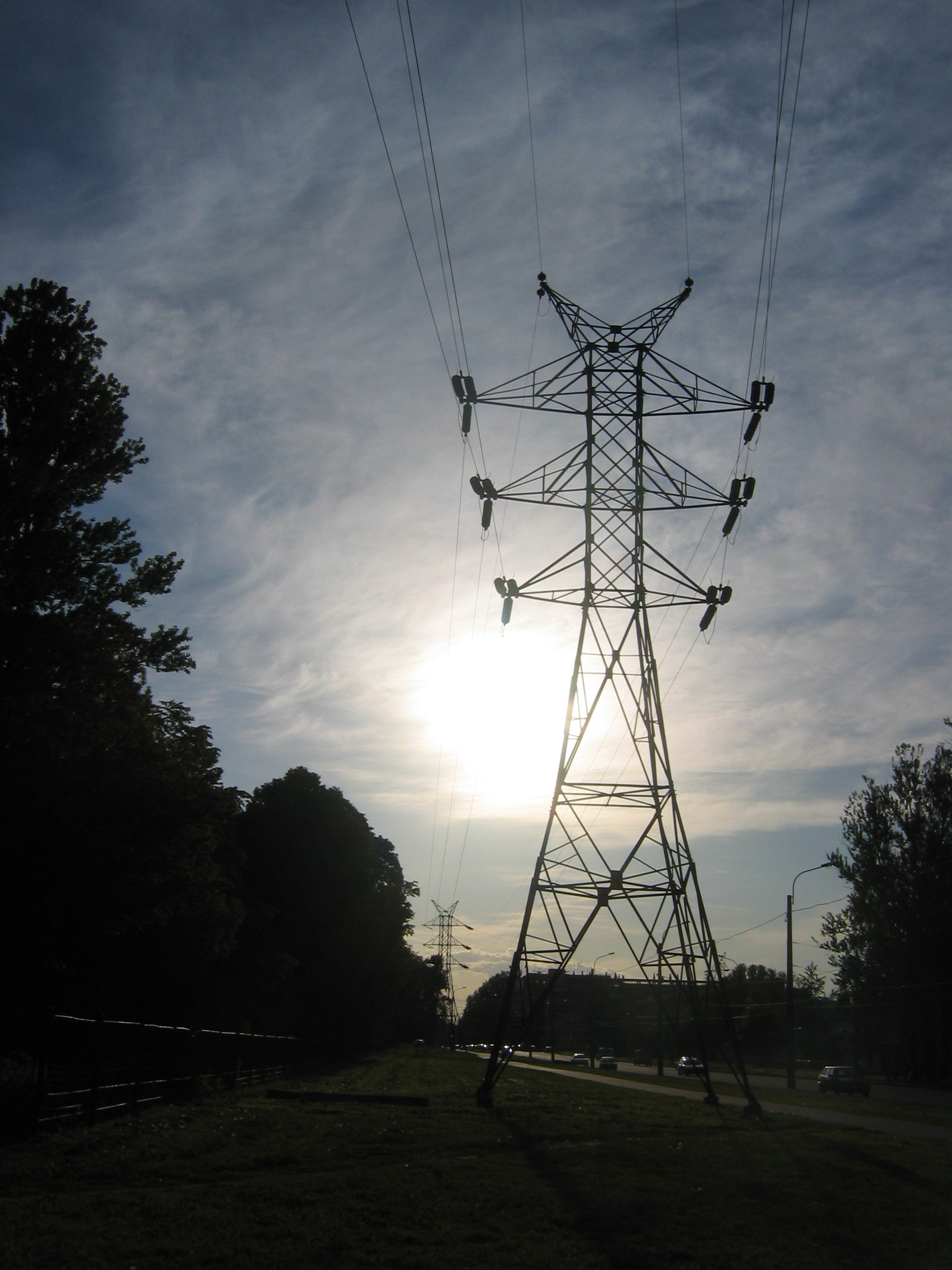
Трёхфазная двухцепная линия электропередачи

### Цвета фаз
На станциях, подстанциях, вводных щитах шины фаз обозначаются жёлтым, зелёным и красным цветом для первой, второй и третьей фазы соответственно

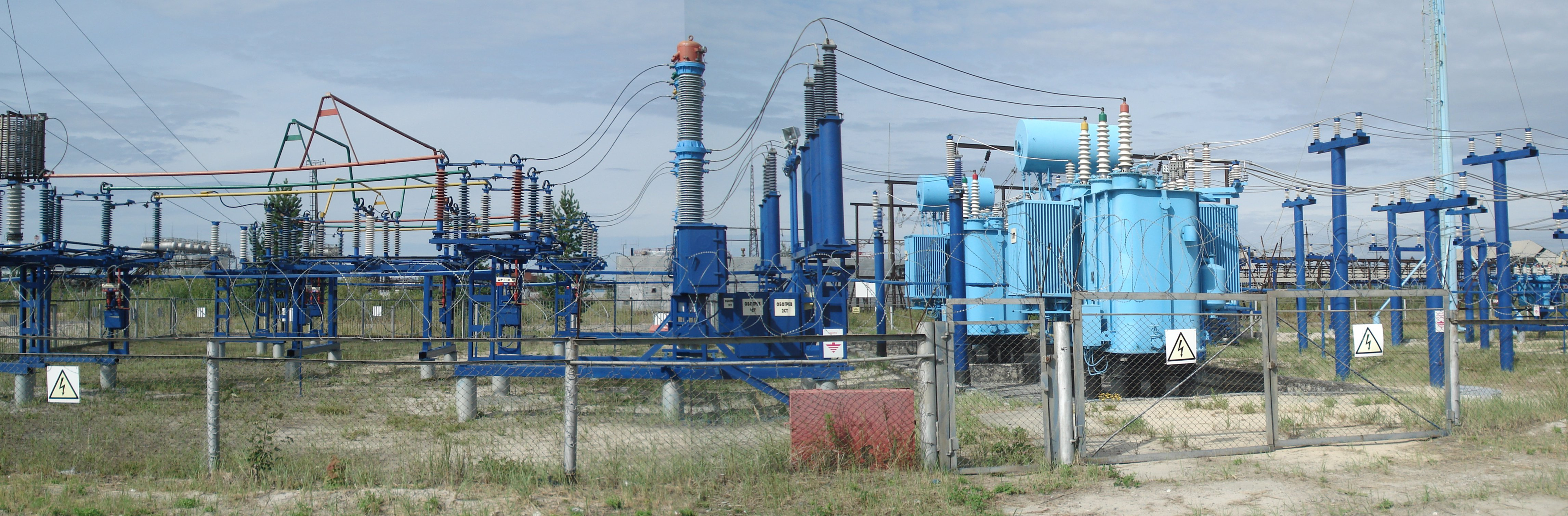
цветовая маркировка фаз на подстанции 110 кВ

Каждый провод в трёхфазной сети имеет свой цвет. Он меняется в зависимости от страны. Используются цвета международного стандарта IEC 60446 (IEC 60445).
| Страна | L1                       | L2                                                                   | L3                      | Нейтраль / ноль      | Земля / защитное заземление                                                                         |
| --- | ------------------------ | -------------------------------------------------------------------- | ----------------------- | -------------------- | --------------------------------------------------------------------------------------------------- |
| Россия, Беларусь, Украина, Казахстан (до 2009), Китай | Белый                    | Чёрный                                                               | Красный                 | Голубой              | Жёлто/зелёный (в полоску)                                                                           |
| Европейский союз и все страны которые используют европейский стандарт CENELEC с апреля 2004 (IEC 60446), Гонконг с июля 2007, Сингапур с марта 2009, Украина, Казахстан с 2009, Аргентина, Россия с 2009 | Коричневый               | Чёрный                                                               | Серый                   | Голубой              | Жёлто/зелёный (в полоску)                                                                           |
| Европейский союз до апреля 2004 | Красный                  | Жёлтый                                                               | Голубой                 | Чёрный               | Жёлто/зелёный (в полоску) (зелёный в установках до 1970)                                            |
| Индия, Пакистан, Великобритания до апреля 2006, Гонконг до апреля 2009, ЮАР, Малайзия, Сингапур до февраля 2011                                                                                          | Красный                  | Жёлтый                                                               | Голубой                 | Чёрный               | Жёлто/зелёный (в полоску) (зелёный в установках до 1970)                                            |
| Австралия и Новая Зеландия | Красный (или коричневый) | Белый (или чёрный) (ранее — жёлтый)                                  | Тёмно синий (или серый) | Чёрный (или голубой) | Жёлто/зелёный (в полоску) (зелёный в очень старых установках)                                       |
| Канада (обязательный) | Красный                  | Чёрный                                                               | Голубой                 | Белый или серый      | Зелёный или цвета меди                                                                              |
| Канада (в изолированных трёхфазных установках) | Оранжевый                | Коричневый                                                           | Жёлтый                  | Белый                | Зелёный                                                                                             |
| США (альтернативная практика) | Коричневый               | Оранжевый (в системе треугольник), или фиолетовый (в системе звезда) | Жёлтый                  | Серый или белый      | Зелёный                                                                                             |
| США (распространённая практика) | Чёрный                   | Красный                                                              | Голубой                 | Белый или серый      | Зелёный, жёлто/зелёный (в полоску), или провод цвета меди                                           |
| Норвегия | Чёрный                   | Белый/серый                                                          | Коричневый              | Голубой              | Жёлто/зелёный (в полоску), в более старых установках может встречаться только жёлтый или цвета меди |

#### В моделизме
В низковольтных высокочастотных электронных регуляторах хода, применяемых в устройствах с аккумуляторным питанием, используются другие системы маркировки:
| U         | V       | W      | Встречается в:                       |
| Красный   | жёлтый  | чёрный | Моделях транспорта                   |
| Оранжевый | жёлтый  | синий  | Моделях транспорта                   |
| Красный   | Белый   | синий  | Электроинструменте Makita            |
| жёлтый    | зелёный | синий  | Средствах индивидуальной мобильности |
| --------- | ------- | ------ | ------------------------------------ |

Нулевой и заземляющий проводники, как правило, отсутствуют по причине согласованности источника с нагрузкой и безопасности напряжения.